# يوحانان لوكر
يوحانان لوكر (بالعبرية: יוחנן לוקר) (ولد في 17 سبتمبر 1956) هو ألوف (رتبة تعادل ميجور جنرال) في احتياطي الجيش الإسرائيلي. متهم بارتكاب جرائم حرب في غزة.
كان ملحق عسكري لنتنياهو، وكان يشغل منصب نائب قائد سلاح الجو الاسرائيلي خلال مجزرة عملية الرصاص المصبوب ضد قطاع غزة نهاية عام 2008م.

## اتهام بالتجسس
أوضحت صحيفة هآرتس العبرية يوم 19/6/2020 إنه سُمح لنشر قضية أمنية خطيرة في مكتب رئيس حكومة الاحتلال الإسرائيلي بنيامين نتنياهو، أن السكرتير العسكري السابق «يوحانان لوكر» متهم بالتجسس علماً أن نتنياهو الذي اختاره لهذا المنصب الحساس، ثم عين لرئاسة لجنة تختص بميزانية «الدفاع».